# Lekkoatletyka na Letnich Igrzyskach Olimpijskich 1948
Lekkoatletyka na XIV Letnich Igrzyskach Olimpijskich – zawody lekkoatletyczne rozegrane w ramach XIV Letnich Igrzysk Olimpijskich w Londynie w 1948 roku. Rywalizację w dniach 30 lipca – 7 sierpnia 1948 roku rozegrano zawody w trzydziestu trzech konkurencjach. Ogółem w zawodach wzięło 745 zawodników z 53 reprezentacji narodowych. Indywidualną klasyfikację medalową wygrała Holenderka Fanny Blankers-Koen, która zdobyła cztery złote medale. Klasyfikację drużynową zwyciężyły Stany Zjednoczone z 27 medalami.

## Tło zawodów
Ze względu na zniszczenia z czasów II wojny światowej Londyn wydawał się "nietrafionym wyborem" Międzynarodowego Komitetu Olimpijskiego na gospodarza XIV Letnich Igrzysk Olimpijskich, lecz podobnie ja Antwerpia w 1920 roku, tak i stolica Wielkiej Brytanii zorganizowała igrzyska i, jak pisano, "Londyn uratował igrzyska olimpijskie". Zawody lekkoatletyczne przeprowadzono na stadionie Wembley, który mieścił 83 000 ludzi na widowni. Pogoda w czasie zawodów była zupełnie nietrafiona – było mokro i zimno, a niektóre z konkurencji trzeba było rozegrać w czasie ulewy. Gwiazdą zawodów była holenderska "kura domowa" Fanny Blankers-Koen. W wieku trzydziestu lat zdobyła cztery złote medale na 100 i 200 metrów, na 80 metrów przez płotki i w sztafecie 4 × 100 metrów, stając się tym samym najstarszą mistrzynią olimpijską w pierwszych dwóch konkurencjach. Igrzyska w Londynie były także miejscem debiutu wielkich gwiazd lekkiej atletyki: Bob Mathias, jako siedemnastolatek, zdobył swój pierwszy z dwóch złotych medali w dziesięcioboju, zaś czechosłowacki długodystansowiec Emil Zátopek zdobył dwa z pięciu swoich medali – złoto na 10000 i srebro na 5000 metrów.

## Tabela medalowa
| Miejsce | Państwo                              | Złoto | Srebro | Brąz | Razem |
| ------- | ------------------------------------ | ----- | ------ | ---- | ----- |
| 1.      | Stany Zjednoczone                    | 12    | 5      | 10   | 27    |
| 2.      | Szwecja                              | 5     | 3      | 5    | 13    |
| 3.      | Holandia                             | 4     | 0      | 2    | 6     |
| 4.      | Francja                              | 2     | 3      | 3    | 8     |
| 5.      | Węgry                                | 2     | 0      | 1    | 3     |
| 6.      | Australia                            | 1     | 3      | 2    | 6     |
| 7.      | Włochy                               | 1     | 3      | 1    | 4     |
| 8.      | Finlandia                            | 1     | 2      | 0    | 3     |
| 8.      | Jamajka                              | 1     | 2      | 0    | 3     |
| 10.     | Argentyna                            | 1     | 1      | 0    | 2     |
| 10.     | Republika Czechosłowacka (1948–1960) | 1     | 1      | 0    | 2     |
| 12.     | Austria                              | 1     | 0      | 1    | 2     |
| 12.     | Belgia                               | 1     | 0      | 1    | 2     |
| 14.     | Wielka Brytania                      | 0     | 6      | 1    | 7     |
| 15.     | Szwajcaria                           | 0     | 1      | 1    | 2     |
| 16.     | Cejlon                               | 0     | 1      | 0    | 1     |
| 16.     | Jugosławia                           | 0     | 1      | 0    | 1     |
| 16.     | Norwegia                             | 0     | 1      | 0    | 1     |
| 19.     | Panama                               | 0     | 0      | 2    | 2     |
| 20.     | Dania                                | 0     | 0      | 1    | 1     |
| 20.     | Kanada                               | 0     | 0      | 1    | 1     |
| 20.     | Turcja                               | 0     | 0      | 1    | 1     |

## Wyniki

### Mężczyźni
Konkurencje biegowe 
| Konkurencja:                      | Złoto:                                                                       | Czas      | Srebro:                                                                      | Czas      | Brąz:                                                                  | Czas      |
| 100 m (szczegóły)                 | Harrison Dillard                                                             | 10,3      | Barney Ewell                                                                 | 10,4      | Lloyd La Beach                                                         | 10,4      |
| 200 m (szczegóły)                 | Mel Patton                                                                   | 21,1      | Barney Ewell                                                                 | 21,1      | Lloyd La Beach                                                         | 21,2      |
| 400 m (szczegóły)                 | Arthur Wint                                                                  | 46,2      | Herb McKenley                                                                | 46,4      | Mal Whitfield                                                          | 46,9      |
| 800 m (szczegóły)                 | Mal Whitfield                                                                | 1:49,2    | Arthur Wint                                                                  | 1:49,5    | Marcel Hansenne                                                        | 1:49,8    |
| 1500 m (szczegóły)                | Henry Eriksson                                                               | 3:49,8    | Lennart Strand                                                               | 3:50,4    | Wim Slijkhuis                                                          | 3:50,4    |
| 5000 m (szczegóły)                | Gaston Reiff                                                                 | 14:17,6   | Emil Zátopek                                                                 | 14:17,8   | Wim Slijkhuis                                                          | 14:26,8   |
| 10 000 m (szczegóły)              | Emil Zátopek                                                                 | 29:59,6   | Alain Mimoun                                                                 | 30:47,4   | Bertil Albertsson                                                      | 30:53,6   |
| Maraton (szczegóły)               | Delfo Cabrera                                                                | 2-34:51,6 | Tom Richards                                                                 | 2-35:07,6 | Étienne Gailly                                                         | 2-35:33,6 |
| 110 m przez płotki (szczegóły)    | William Porter                                                               | 13,9      | Clyde Scott                                                                  | 14,1      | Craig Dixon                                                            | 14,1      |
| 400 m przez płotki (szczegóły)    | Roy Cochran                                                                  | 51,1      | Duncan White                                                                 | 51,8      | Rune Larsson                                                           | 52,2      |
| 3000 m z przeszkodami (szczegóły) | Tore Sjöstrand                                                               | 9:04,6    | Erik Elmsäter                                                                | 9:08,2    | Göte Hagström                                                          | 9:11,3    |
| 4 × 100 m (szczegóły)             | Stany Zjednoczone Barney Ewell Lorenzo Wright Harrison Dillard Mel Patton    | 40,6      | Wielka Brytania John Archer Jack Gregory Alastair McCorquodale Kenneth Jones | 41,3      | Włochy Michele Tito Enrico Perucconi Antonio Siddi Carlo Monti         | 41,5      |
| 4 × 400 m (szczegóły)             | Stany Zjednoczone Arthur Harnden Clifford Bourland Roy Cochran Mal Whitfield | 3:10,4    | Francja Jean Kerebel Francis Schewetta Robert Chef d’Hôtel Jacques Lunis     | 3:14,8    | Szwecja Kurt Lundquist Lars-Erik Wolfbrandt Folke Alnevik Rune Larsson | 3:16,0    |
| Chód na 10 000 m (szczegóły)      | John Mikaelsson                                                              | 45:13,2   | Ingemar Johansson                                                            | 45:43,8   | Fritz Schwab                                                           | 46:00,2   |
| Chód 50 km (szczegóły)            | John Ljunggren                                                               | 4-41:52,0 | Gaston Godel                                                                 | 4-48:17,0 | Tebbs Lloyd Johnson                                                    | 4-45:31,0 |

 Konkurencje techniczne 
| Konkurencja:               | Złoto:           | Wynik   | Srebro:        | Wynik   | Brąz:           | Wynik   |
| Skok wzwyż (szczegóły)     | John Winter      | 1,98 m  | Bjørn Paulson  | 1,95 m  | George Stanich  | 1,95 m  |
| Skok o tyczce (szczegóły)  | Guinn Smith      | 4,30 m  | Erkki Kataja   | 4,20 m  | Bob Richards    | 4,20 m  |
| Skok w dal (szczegóły)     | Willie Steele    | 7,82 m  | Theodore Bruce | 7,55 m  | Herb Douglas    | 7,54 m  |
| Trójskok (szczegóły)       | Arne Åhman       | 15,40 m | George Avery   | 15,36 m | Ruhi Sarıalp    | 15,02 m |
| Pchnięcie kulą (szczegóły) | Wilbur Thompson  | 17,12 m | Jim Delaney    | 16,68 m | James Fuchs     | 16,42 m |
| Rzut dyskiem (szczegóły)   | Adolfo Consolini | 52,78 m | Giuseppe Tosi  | 51,78 m | Fortune Gordien | 50,77 m |
| Rzut młotem (szczegóły)    | Imre Németh      | 56,07 m | Ivan Gubijan   | 54,27 m | Robert Bennett  | 53,73 m |
| Rzut oszczepem (szczegóły) | Tapio Rautavaara | 69,77 m | Steve Seymour  | 67,56 m | József Várszegi | 67,03 m |

 Wieloboje 
| Konkurencja:              | Złoto:      | Wynik     | Srebro:         | Wynik     | Brąz:         | Wynik     |
| Dziesięciobój (szczegóły) | Bob Mathias | 7139 pkt. | Ignace Heinrich | 6974 pkt. | Floyd Simmons | 6950 pkt. |

### Kobiety
Konkurencje biegowe 
| Konkurencja:                  | Złoto:                                                                                            | Czas | Srebro:                                                              | Czas | Brąz:                                                       | Czas |
| 100 m (szczegóły)             | Fanny Blankers-Koen                                                                               | 11,9 | Dorothy Manley                                                       | 12,2 | Shirley Strickland                                          | 12,2 |
| 200 m (szczegóły)             | Fanny Blankers-Koen                                                                               | 24,4 | Audrey Williamson                                                    | 25,1 | Audrey Patterson                                            | 25,2 |
| 80 m przez płotki (szczegóły) | Fanny Blankers-Koen                                                                               | 11,2 | Maureen Gardner                                                      | 11,2 | Shirley Strickland                                          | 11,4 |
| 4 × 100 m (szczegóły)         | Holandia Xenia Stad-de Jong Nettie Witziers-Timmer Gerda van der Kade-Koudijs Fanny Blankers-Koen | 47,5 | Australia Shirley Strickland June Ferguson Betty McKinnon Joyce King | 47,6 | Kanada Viola Myers Nancy Mackay Diane Foster Patricia Jones | 47,8 |

 Konkurencje techniczne 
| Konkurencja:               | Złoto:               | Wynik   | Srebro:                    | Wynik   | Brąz:                | Wynik   |
| Skok wzwyż (szczegóły)     | Alice Coachman       | 1,68 m  | Dorothy Odam-Tyler         | 1,68 m  | Micheline Ostermeyer | 1,61 m  |
| Skok w dal (szczegóły)     | Olga Gyarmati        | 5,69 m  | Noemí Simonetto de Portela | 5,60 m  | Ann-Britt Leyman     | 5,57 m  |
| Pchnięcie kulą (szczegóły) | Micheline Ostermeyer | 13,75 m | Amelia Piccinini           | 13,09 m | Ine Schäffer         | 13,08 m |
| Rzut dyskiem (szczegóły)   | Micheline Ostermeyer | 41,92 m | Edera Cordiale             | 41,17 m | Jacqueline Mazéas    | 40,47 m |
| Rzut oszczepem (szczegóły) | Herma Bauma          | 45,57 m | Kaisa Parviainen           | 43,79 m | Lily Carlstedt       | 42,08 m |